# 王先謙

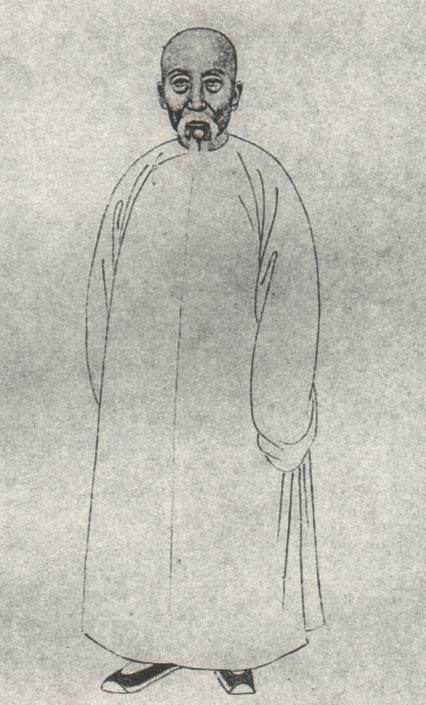
王先謙

王 先謙（おう せんけん、Wang Xianqian、1842年 - 1917年）は、清末の儒学者・郷紳。字は益吾。葵園先生と呼ばれた。
湖南省長沙府出身。1865年に進士となって、翰林院庶吉士、散館編修を歴任した。古今の書物に通じ、考証学者の阮元を継いで『続皇清経解』を、桐城派の姚鼐を継いで『続古文辞類纂』を編纂した。1889年から官を辞して郷里の長沙に居を定め、嶽麓書院の院長を十年近く務めた。戊戌の変法時には康有為や梁啓超の急進思想に反対した。ただし改革自体には反対しておらず、科挙の廃止と西洋の科学知識の学習を主張した。1902年以降、鉱山の開発や鉄道事業に関わった。

## 編著
- 『続皇清経解』
- 『続古文辞類纂』
- 『漢書補注』
- 『水経注合箋』
- 『後漢書集解』
- 『荀子集解』
- 『荘子集解』
- 『詩三家義集疏』

## 関連文献
- 川島真『近代国家への模索 1894-1925 シリーズ中国近現代史2』岩波書店〈岩波新書〉、2010年。ISBN 978-4004312505。